# Niflheim
Na mitologia nórdica, Niflheim ("mistland" ou "reino da névoa") o mundo do frio, da névoa e da neve, situado acima da fonte Hvergelmir, no nível inferior de Yggdrasil e ao lado de Hel e Muspelheim.
Participou juntamente com Muspelheim, o reino de fogo, na criação de Midgard, do vazio primordial de Ginungagap. Será de lá que, no Ragnarök, sairá o navio dos mortos, Naglfari, conduzido pelo deus Loki. 
Local onde a neblina se condensa aquecida pelos ventos quentes soprados diretamente de Muspelheim. A névoa faz de Niflheim um mundo de ilusão, um estado indefinido entre o tangível e o intangível, o real e o irreal, o repouso antes do começo. 
Em Niflheim existe um dragão chamado Nidhogg. Ele rói as raízes mais fundas da árvore do mundo, Yggdrasil, com o objetivo de a destruir, aguardando o Ragnarök.
Em alguns trechos da mitologia nórdica é dito que as raízes mais profundas da árvore Yggdrasil estão enterradas nesta região. É também em Niflheim que reinam os Nibelungos.
Origem de Helheim
NIFLHEIM: A terra congelada de Niflheim existia antes do universo conhecido ser criado. Localizava-se 
entre as raízes de Yggdrasil e era envolta em escuridão ("Reino das Névoas"). Em seu centro, havia uma fonte gelada (Hvergelmir), mãe de vários rios. Tornou-se o reino de Hel, deusa dos mortos (Helheim). Lá também morava a serpente Nidhogg, bem aos pés do freixo, que se alimentava  da carne dos cadáveres da encosta Nastrond e roía as raízes da árvore para destrui-la.